# Кущівник-чубань
Кущівни́к-чуба́нь (Frederickena) — рід горобцеподібних птахів родини сорокушових (Thamnophilidae). Представники цього роду мешкають в Південній Америці.

## Види
Виділяють три види:
- Кущівник-чубань східний (Frederickena viridis)
- Кущівник-чубань західний (Frederickena unduliger)
- Кущівник-чубань перуанський (Frederickena fulva)[5][6][7]